# Tűzszekerek
A Tűzszekerek (eredeti cím: Chariots of Fire) 1981-ben bemutatott brit filmdráma Hugh Hudson rendezésében. A forgatókönyvet Colin Welland írta. A film igaz történetet dolgoz fel: két brit atlétáról szól az 1924-es nyári olimpia idején. A filmet hét Oscar-díjra jelölték, amiből négyet megnyert, beleértve a legjobb film díját is. Szerepel az 1001 film, amit látnod kell, mielőtt meghalsz című könyvben. A film címét William Blake Jerusalem című versének egy sora ihlette: „Bring me my chariot of fire!”.

## Történet
A Tűzszekerek két brit rövidtávfutó – Eric Liddell és Harold Abrahams – küzdelmét filmesíti meg, akik 1924-ben, a párizsi olimpián versenyeztek. Eric – az elszánt skót misszionárius – Isten dicsőségéért fut, Harold – egy gazdag zsidó család fia – pedig azért, hogy győzelmeivel bebizonyítsa jogos helyét a cambridge-i társadalomban. Egy 100 méteres válogatóversenyen Eric legyőzi Haroldot, aki profi edzőt fogad, hogy felkészítse őt. Eric, amikor megtudja, hogy az olimpián a 100 méteres síkfutás előfutama vasárnapra esik, megtagadja, hogy részt vegyen ezen, bár az olimpiai bizottság nagy nyomást gyakorol rá. Végül kompromisszum születik, amikor Eric lehetőséget kap, hogy a 400 méteres távon induljon. Harold és Eric is győz a versenyszámában – 100, illetve 400 méteren –, majd tovább folyik életük. Eric Liddell mint misszionárius tevékenykedik, s a második világháborúban hal meg. Harold Abrahams sportember és jogász, 1978-ig él.

## Szereplők
| Szerep                             | Színész            | Magyar hang     |
| ---------------------------------- | ------------------ | --------------- |
| Aubrey Montague                    | Nicholas Farrell   | Tahi József     |
| Lord Andrew Lindsay                | Nigel Havers       | Cseke Péter     |
| Eric Liddell                       | Ian Charleson      | Benkő Péter     |
| Harold Abrahams                    | Ben Cross          | Oszkay Csaba    |
| Henry Stallard                     | Daniel Gerroll     | Karsai István   |
| Sam Mussabini                      | Ian Holm           | Suka Sándor     |
| Trinity College igazgatója         | John Gielgud       | Szabó Sándor    |
| Caius College igazgatója           | Lindsay Anderson   | Kenderesi Tibor |
| Lord Birkenhead                    | Nigel Davenport    | Csurka László   |
| Jennie Liddell                     | Cheryl Campbell    | ?               |
| Sybil Gordon                       | Alice Krige        | Kiss Mari       |
| Charles Paddock                    | Dennis Christopher | ?               |
| Jackson Scholz                     | Brad Davis         | Straub Dezső    |
| Lord Cadogan                       | Patrick Magee      | Verebes Károly  |
| Sutherland hercege                 | Peter Egan         | Salinger Gábor  |
| Sandy McGrath                      | Struan Rodger      | Kern András     |
| Walesi herceg                      | David Yelland      | Fodor Tamás     |
| George Andre                       | Yves Beneyton      | ?               |
| Gilbert & Sullivan társaság elnöke | Jeremy Sinden      | Helyey László   |
| Caius College főportása            | Richard Griffiths  | Horkai János    |
| Cambridge Athletic Club elnöke     | Gordon Hammersley  | Márton András   |
| J. D. Liddell tiszteletes          | John Young         | Képessy József  |
| Mrs. Liddell                       | Yvonne Gilan       | Dallos Szilvia  |
| John Keddie ezredes                | Gerry Slevin       | Szatmári István |
| A Savoy főpincére                  | Peter Cellier      | Koroknay Géza   |

## Fontosabb díjak és jelölések
Oscar-díj (1981)
- díj: legjobb film – David Puttnam, producer
- díj: legjobb eredeti filmzene – Vangelis
- díj: legjobb eredeti forgatókönyv – Colin Welland
- díj: legjobb jelmez – Milena Canonero
- jelölés: legjobb férfi mellékszereplő – Ian Holm
- jelölés: legjobb rendező – Hugh Hudson
- jelölés: legjobb vágás – Terry Rawlings

Cannes-i filmfesztivál (1981)
- díj: legjobb férfi mellékszereplő – Ian Holm
- díj: Ökumenikus zsűri díja – Special Mention – Hugh Hudson
- jelölés: Arany Pálma – Hugh Hudson (jelölés)

BAFTA-díj (1981)
- díj: legjobb film

Grammy-díj (1983)
- díj: legjobb instrumentális popteljesítmény – Ernie Watts (Chariots of Fire Theme – Dance Version)

Besorolások
- BFI Top 100 brit filmek (1999) – 19. helyezés
- Hot 100 No. 1 Hits of 1982 (USA) (május 8.) – Vangelis, Chariots of Fire theme